# Garelli RGS
Die Garelli RGS war ein leichtes Enduro-Kleinkraftrad des italienischen Herstellers Garelli, das ab etwa 1978 produziert wurde. Sie wurde für den Offroad-Einsatz entwickelt und richtete sich insbesondere an junge Fahrer und Einsteiger in den Geländesport. Angetrieben wurde sie von einem luftgekühlten Einzylinder-Zweitaktmotor.
In den späten 1980er-Jahren wurde die RGS durch die modernere Garelli Sahel mit Scheibenbremsen und Zentralfederbein ersetzt.

## Technische Daten
| Merkmal             | Wert                                   |
| ------------------- | -------------------------------------- |
| Motortyp            | Einzylinder-Zweitaktmotor, luftgekühlt |
| Hubraum             | 49 cm³                                 |
| Leistung            | ca. 6 PS                               |
| Getriebe            | 5-Gang                                 |
| Antrieb             | Kette                                  |
| Bremsen             | Trommelbremsen vorn und hinten         |
| Federung vorn       | Teleskopgabel                          |
| Federung hinten     | Schwinge mit zwei Federbeinen          |
| Leergewicht         | ca. 60 kg                              |
| Bauart              | Enduro                                 |
| Produktionszeitraum | ca. 1978–1986                          |